# Matthias Preininger

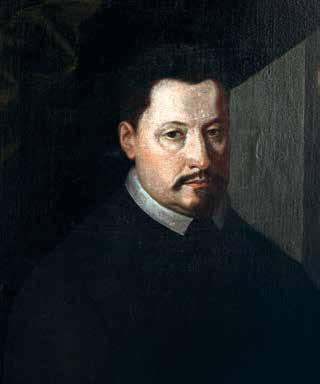
Matthias Preininger

Mathias Preininger, OSB († 10. März 1628 in Admont), war ein salzburgischer römisch-katholischer Geistlicher und von 1615 bis 1628 Abt der Benediktinerabtei St. Blasius zu Admont.

## Leben und Wirken

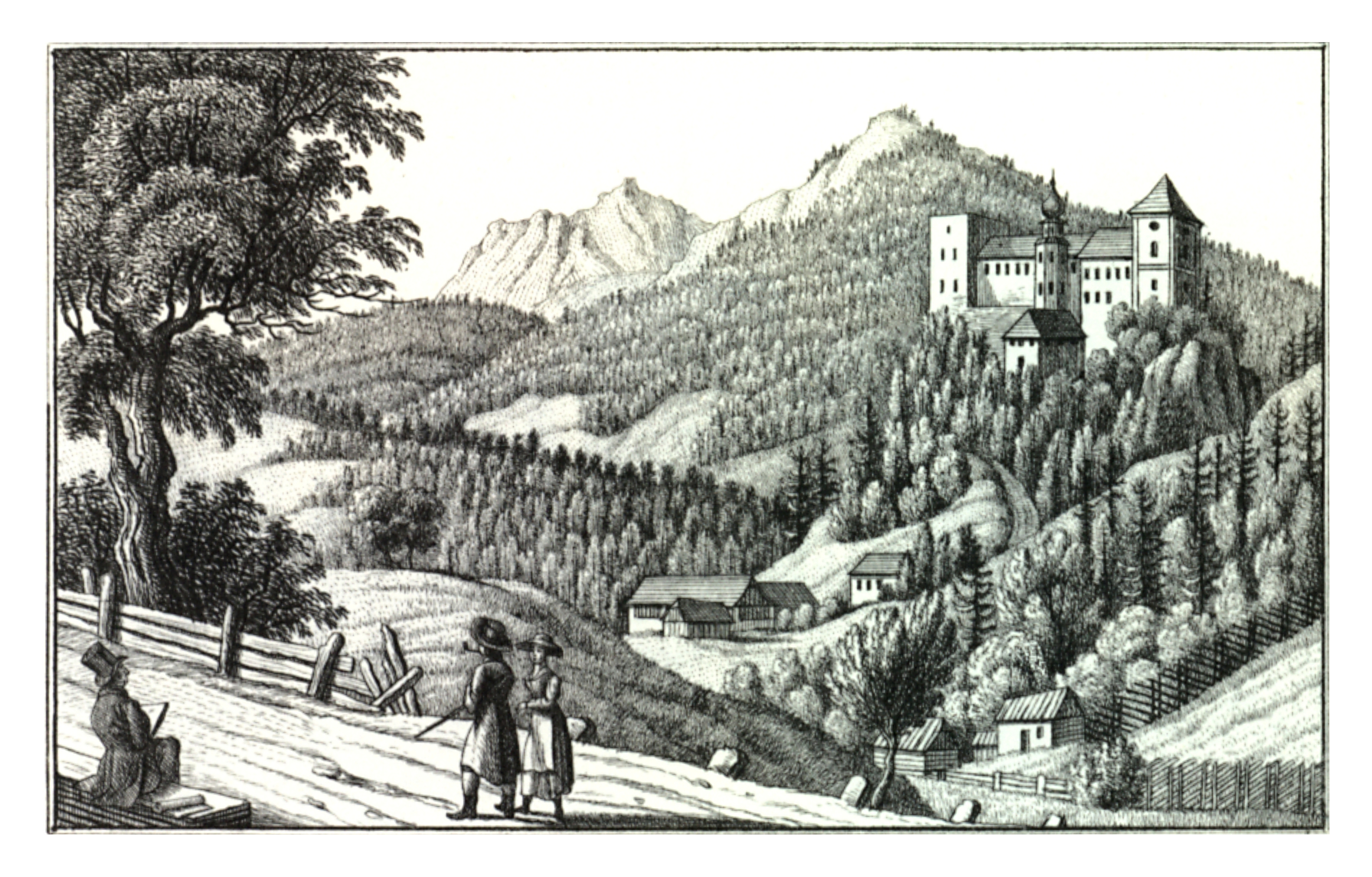
Burg Gallenstein (1830)

Der aus Böhmen gebürtige Matthias Preininger war 1608 in das Stift Sankt Lambrecht eingetreten, von wo aus er 1615, da man sich im Stift selbst nicht auf einen eigenen Kandidaten einigen mochte, anstelle des zunächst favorisierten, aus Admont stammenden Georg II. Falbius von Stift Göttweig als Abt nach Admont berufen wurde. Zu den Anwärtern auf die Position hatte, neben einem Mitglied des Herrscherhauses, auch Matthias Gülger, seit 1599 Abt von Stift Neukloster in Wiener Neustadt und seit 1605 Abt des Stiftes Rein, gehört. 1619 wurde Preininger zum Kaiserlichen Rat Ferdinands II. ernannt. Eines der Hauptanliegen während seines Abbatiats, das mit dem Beginn des Dreißigjährigen Kriegs zusammenfiel, war die Hebung des religiösen Lebens des Stifts. 1617 erneuerte er vertraglich die Konföderation mit dem Kloster Sankt Emmeram in Regensburg.
Wirtschaftlich stand das Admonter Stift unter Matthias Preininger sehr günstig. Obgleich es dem Landesfürsten ein größeres Darlehen gewährt und dem Stift Rottenmann die Landsteuer vorgestreckt hatte, konnte 1623, trotz der Münzentwertung in der Kipper- und Wipperzeit, die 1560 unter Valentin Abel verpfändete niederbayrische Propstei Elsendorf zurückerworben worden. 1621 begann Abt Preininger 1621 mit dem Ausbau der Burg Gallenstein, dessen Vollendung er nicht mehr erlebte. Zugleich setzte auch der barocke Ausbau der Admonter Stiftskirche ein, die ein barockes Hauptportal erhielt und deren romanischem Südturm ein Oktogongeschoss aufgesetzt wurde. Auch dieses Bauprojekt wurde unter seinem Nachfolger Urban Weber fortgesetzt. 1622 gab Matthias Preininger eine Bibliotheksordnung der Stiftsbibliothek Admont heraus und ließ einen Handschriftenkatalog anlegen.
Das persönliche Wappen von Matthias Preininger zeigt im Geviert jeweils ein stehendes, eine Blüte haltendes Fabelwesen sowie zwei horizontale Bänder, der Herzschild schrägrechts geteilt, zeigt wie bei seinem Vorgänger Johann Hoffmann als Symbol des Priestertums ein Ährenbündel und eine Damaszierung.